# Adam Walton
Adam Walton (Brisbane, 17 de abril de 1999) es un tenista profesional australiano, actualmente clasificado en el top 90 del ranking ATP.

## Carrera profesional

### 2023: Primer título Challenger
Walton obtuvo su primer título de dobles en el circuito ATP Challenger en el Challenger de San Luis 2023, en pareja con Colin Sinclair. En agosto disputó el Challenger de Cary donde se enfrentó a Billy Harris en su debut, en cuarto hizo un gran partido para derrotar a Rinky Hijikata por 6-2, 6-4 avanzando a la semifinales donde derrotó a Liam Broady por 6-4, 7-5 y venció a Nicolás Moreno de Alborán en la final para ganar su primer título Challenger. 

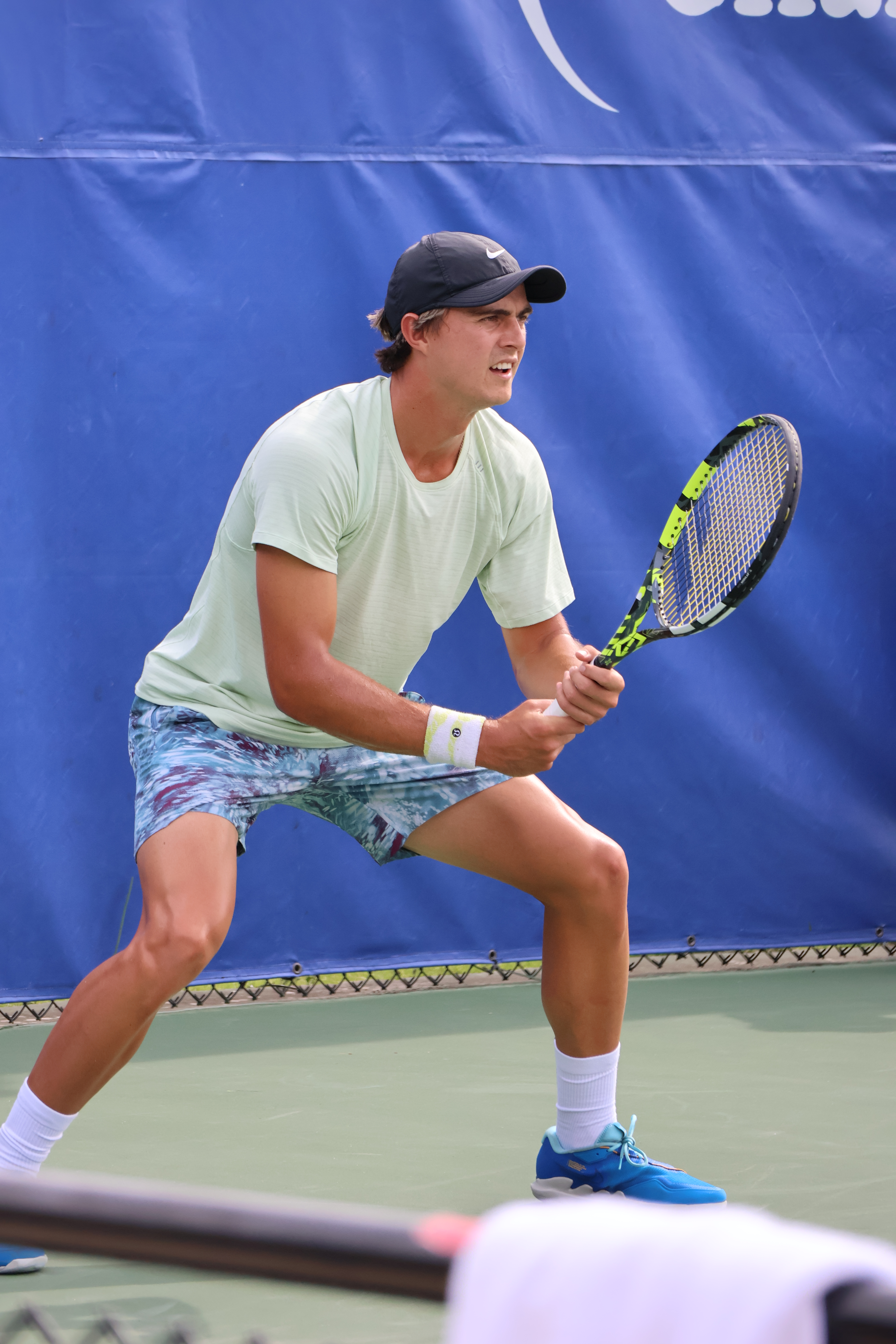
Walton durante el Challenger de Cary.

En octubre llegó a la final del Challenger de Tiburón luego de vencer Tristan Schoolkate en las semifinales, perdió la final ante Zachary Svajda por 2-6, 2-6.

### 2024: Debuts en Masters y Majors, primeras victorias y entrada al top 100
En su debut en un Grand Slam, Walton recibió una wildcard para el Abierto de Australia 2024, perdiendo ante Matteo Arnaldi en tres set. En febrero llegó a final de doble del Challenger de Burnie 2024 haciendo pareja con Tristan Schoolkate. En la semana siguiente llega a ganó su primer título de la temporada en el Challenger de Burnie II 2024, luego de vencer a Dane Sweeny en la final por 6-2, 7-6 (7-4). Ese mismo mes llegó a su segunda final consecutiva en el Challenger de Pune 2024 luego de derrotar a Duje Ajduković en semifinales. Perdió la final ante el polaco Valentin Vacherot en tres sets.
Ocupando el puesto número 150, se clasificó para el Masters de Miami 2024, después de derrotar a Thiago Monteiro y Pedro Martínez Portero en la clasificación, pasando al cuadro principal, donde hizo su debut en un torneo Masters 1000, cayendo en su debut en set corridos ante Félix Auger-Aliassime por 7-5, 6-4.
En abril, Walton disputó el Challenger de Morelos 2024 llegando hasta las semifinales donde perdió en tres set ante el francés Giovanni Mpetshi Perricard que realizó 31 aces durante el partido. En la siguiente semana llegó a las finales del Challenger de Acapulco 2024 luego de vencer a Alexis Galarneau en dos set, en las finales enfrentaría nuevamente a Giovanni Mpetshi Perricard contra quien perdería en set corridos por doble 6-3.
Tras conquistar su tercer título individual en el Taipei Challenger 2024 con una victoria sobre Illya Marchenko, alcanzó el top 100, ubicándose en el puesto 95 del mundo el 20 de mayo de 2024.Además, recibió una wildcard para el Torneo de Roland Garros 2024, perdiendo en su debut ante el local Arthur Rinderknech. Logró su primera victoria en el cuadro principal de la ATP en el Campeonato de Mallorca 2024 al derrotar a Yannick Hanfmann por 7-5, 6-2. Posteriormente, se clasificó para el Campeonato de Wimbledon 2024, donde registró su primera victoria en un torneo de Grand Slam al vencer a Federico Coria en tres set por 6-3, 6-3, 7-5, perdió en la siguiente ronda frente a otro argentino Francisco Comesaña en un partido que se fue al quinto set, perdiendo 10-8 en el super tie-break. Se clasificó para disputar el cuadro principal del Abierto de Estados Unidos 2024 donde perdería ante el comodín Alexandre Müller en cuatro sets.
En octubre llegó a las semifinales del Challenger de Shenzhen 2014 luego de derrotar a su compatriota James McCabe en los cuartos de final, perdiendo en la siguiente ronda ante Mackenzie McDonald por 6-3, 6-4. En la siguiente semana llegó a la final del Challenger de Taipéi 2024 luego de derrotar a su verdugo en Shenzhen Mackenzie McDonald en dos set y Aleksandar Vukic cabeza de serie número 1 en la semifinales en tres set, perdiendo en la final ante el japonés Taro Daniel por 6-4, 7-5. 

## Títulos ATP Challenger (5; 3+2)

### Individuales (3)
| N.° | Fecha                 | Torneo    | Superficie    | Oponente en la final      | Resultado        |
| --- | --------------------- | --------- | ------------- | ------------------------- | ---------------- |
| 1.  | 13 de agosto de 2023  | Cary      | Dura          | Nicolás Moreno de Alborán | 6-4, 3-6, 7-5    |
| 2.  | 11 de febrero de 2024 | Burnie II | Dura          | Dane Sweeny               | 6-2, 7-6(4)      |
| 3.  | 18 de mayo de 2024    | Taipéi    | Tierra batida | Illya Marchenko           | 3-6, 6-2, 7-6(3) |

### Dobles (2)
| N.º | Fecha                 | Torneo          | Superficie    | Pareja             | Oponentes en la final            | Resultado        |
| --- | --------------------- | --------------- | ------------- | ------------------ | -------------------------------- | ---------------- |
| 1.  | 9 de abril de 2023    | San Luis Potosí | Tierra batida | Colin Sinclair     | Benjamin Lock Jose Rubin Statham | 5-7, 6-3, [10-5] |
| 2.  | 24 de febrero de 2024 | Pune            | Dura          | Tristan Schoolkate | Dan Added Yun-seong Chung        | 7-6(4), 7-5      |